# Barwy narodowe Australii

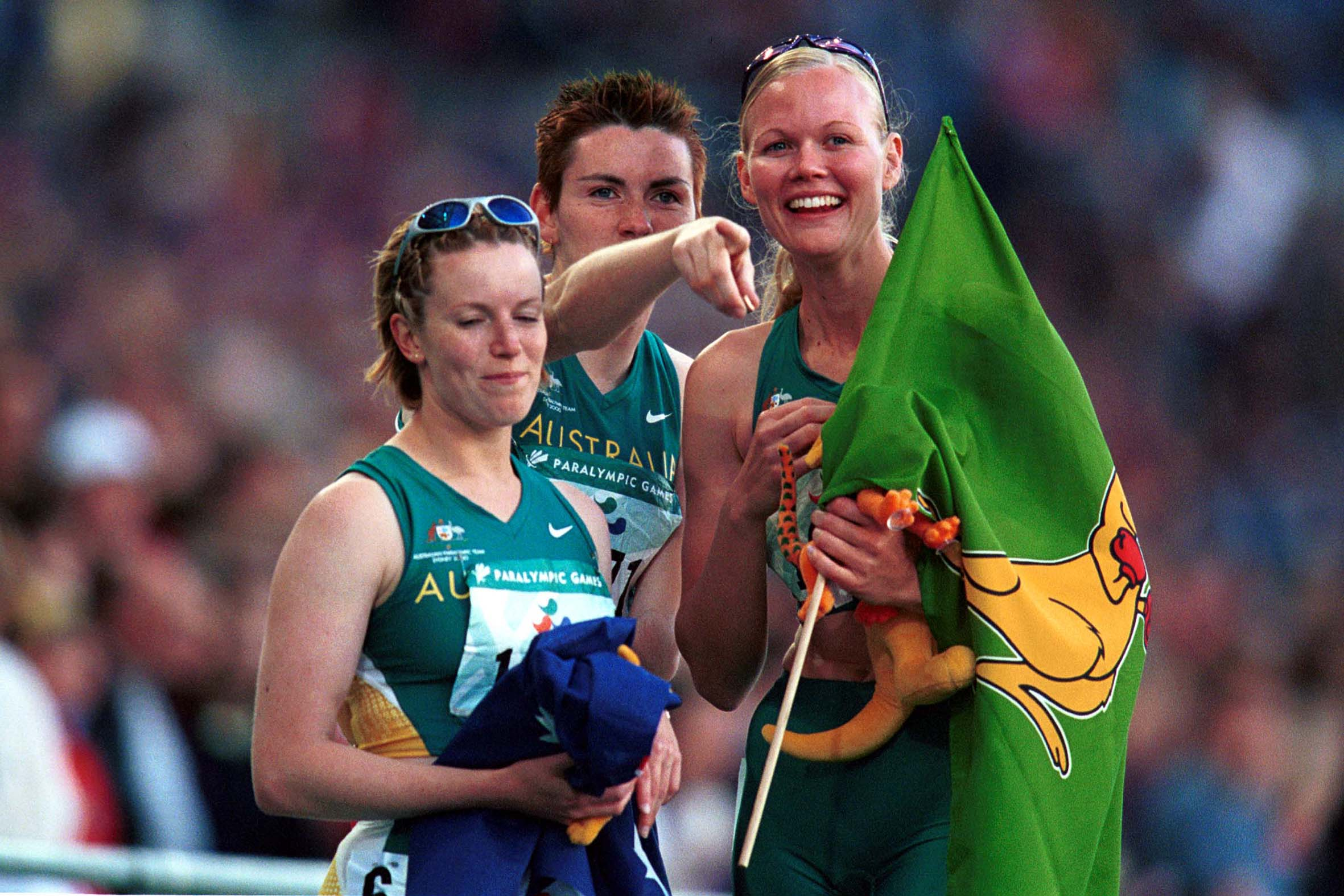
Australijskie lekkoatletki z flagą „Boxing Kangaroo”

Barwy narodowe Australii – barwy zielona i złota, jeden z symboli Związku Australijskiego ustanowiony oficjalnie w 1984 roku.

## Historia
Począwszy od końca XIX wieku, wraz z początkami kształtowania się australijskiej tożsamości narodowej, na arenie międzynarodowej zrodziła się potrzeba kolorystycznej identyfikacji australijskich drużyn narodowych. Choć jeszcze w 1880 roku australijscy krykieciści wystąpili w kostiumach w czarno-szare prążki, to w 1889 roku przystąpili do test meczu z Anglią w czapkach i marynarkach w ciemnozielono-złotych barwach. W późniejszym czasie barwy te powiązano z kwiatem akacji Acacia pycnantha (ang. golden wattle), która w 1912 roku trafiła do zmodyfikowanego herbu państwowego, a obecnie jest narodowym motywem roślinnym Australii.
Wspólne dla całego kraju barwy zielona i złota stopniowo zyskiwały coraz większą popularność, wypierając kolory błękitny i kasztanowy symbolizujące odpowiednio Nową Południową Walię i Queensland. W 1908 nowe barwy oficjalnie zatwierdził australijski związek krykieta. Zieleń i złoto znalazły się również na strojach galowych reprezentacji Australazji na Igrzyska Olimpijskie 1908 w Londynie, a cztery lata później także na jednolitych strojach sportowych. Podobną kolorystykę w 1924 przyjęła reprezentacja w piłce nożnej, w 1928 – w rugby league, a w 1929 – w rugby union.

## Proklamacja z 1984
| Skala              | Zieleń             | Złoto               |
| ------------------ | ------------------ | ------------------- |
| Pantone            | 348 C              | 116 C               |
| RGB (szesnastkowo) | 0–132–61 (#00843D) | 255–205–0 (#FFCD00) |
| CMYK               | 100%–0%–54%–48%    | 0%–20%–100%–0%      |

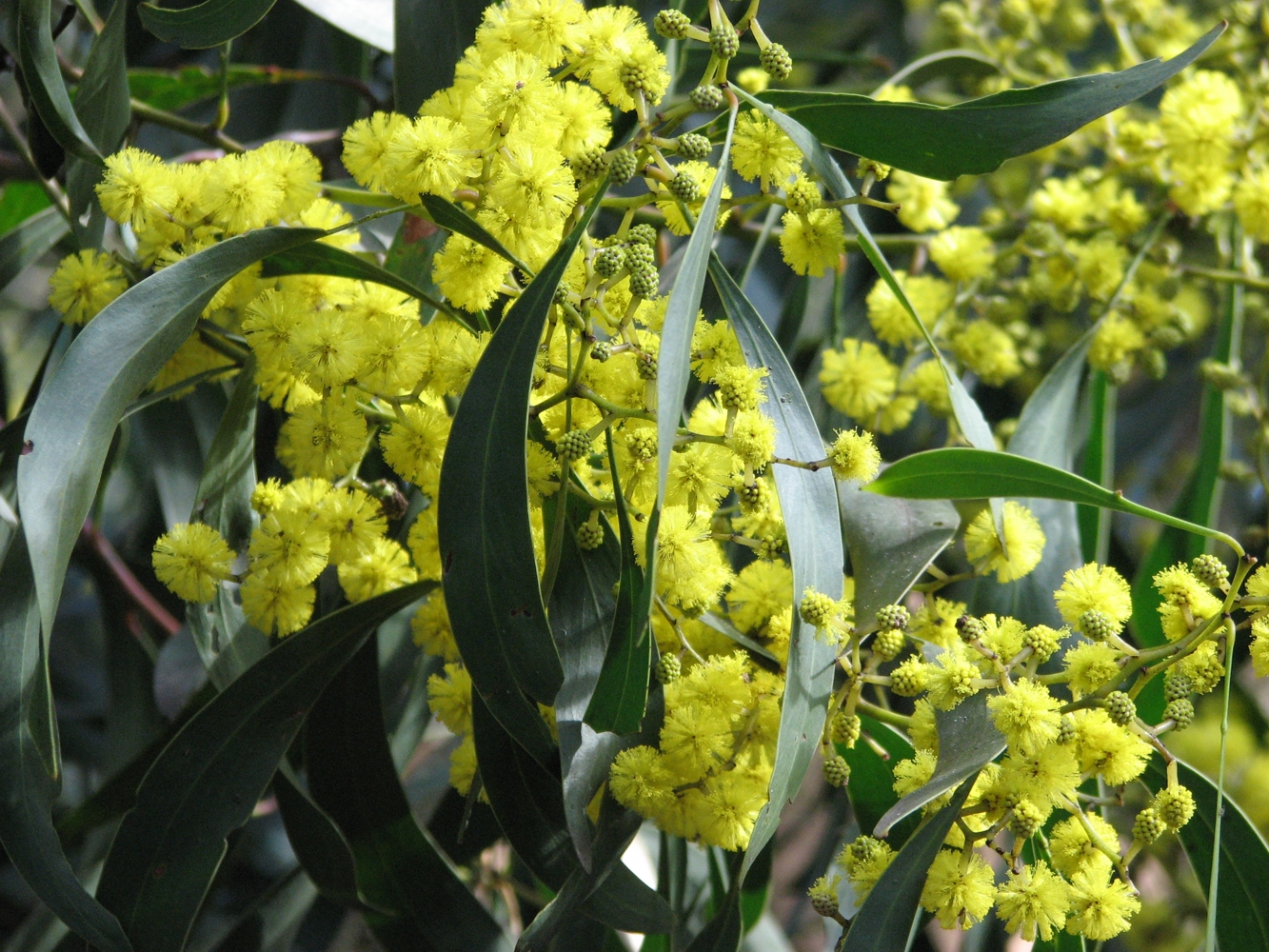
Australijska akacja

Z uwagi na to, iż flaga Australii nie zawiera żadnego z kolorów tradycyjnie już kojarzonych z tym krajem, przez lata nie było pewności, jakie barwy należy traktować jako australijskie barwy narodowe: czerwoną, białą i niebieską (barwy flagi), niebieską i złotą (barwy wieńca z herbu, na którym opiera się Commonwealth Star) czy też zieloną i złotą. Przykładem tego rozdźwięku może być na przykład decyzja z 1975 roku, zgodnie z którą nowo utworzony Order Australii otrzymał niebiesko-żółtą wstążkę.
Po przeprowadzeniu referendum w sprawie hymnu państwowego, gubernator generalny Ninian Stephen 19 kwietnia 1984 r. wydał proklamację, w której pieśnią narodową ogłosił utwór Advance Australia Fair, zaś za barwy narodowe uznał kolory zielony i złoty. Odcienie kolorów określono w skali Pantone jako odpowiednio 348 C i 116 C. W treści proklamacji znalazło się zalecenie, by kolorów tych używać przy wszelkich stosownych ku temu okazjach.
Obecnie barwy te są szeroko wykorzystywane w rozlicznych sytuacjach odwołujących się do państwa australijskiego: na znakach partii politycznych, wzorach produktów, strojów, dziełach sztuki czy podczas kampanii społecznych.

## Symbolika
Kolor zielony symbolizuje eukaliptusy, lasy i pastwiska australijskiego krajobrazu, złoto – plaże, bogactwa naturalne oraz kwiaty akacji Acacia pycnantha, będącej narodową rośliną Australii.